# Heterotidinae
Sous-famille
Les Heterotidinae sont une sous-famille de poissons de la famille des Osteoglossidae.

## Liste des genres
- genre Arapaima Müller, 1843
- genre Heterotis Rüppell, 1828